# Békéscsaba 1912 Előre
Békéscsaba 1912 Előre – węgierski klub piłkarski, mający siedzibę w mieście Békéscsaba, leżącym na południowym wschodzie kraju.

## Historia
Klub został założony w 1912 roku jako Békéscsabai Előre Munkás Testedző Egyesület. W sezonie 1987/1988 osiągnął największy sukces w swojej historii, gdy dotarł do finału Pucharu Węgier, w którym wygrał 3:2 z Budapest Honvéd FC. W sezonie 1988/1989 zespół po raz pierwszy wystąpił w europejskich pucharach. W rundzie kwalifikacyjnej wyeliminował Bryne FK z Norwegii (3:0, 1:2), a w pierwszej rundzie odpadł po spotkaniach z Sakaryasporem (1:0, 0:2). Natomiast w latach 1994–1995 grał w Pucharze UEFA. Przeszedł rundę kwalifikacyjną (1:0 i 1:1) z Wardarem Skopje) i odpadł w pierwszej rundzie (1:0, 1:6) z Tiekstilszczikem Kamyszyn. W 2005 roku zespół spadł do drugiej ligi, gdzie gra nadal.

### Chronologia nazw
- 1912: Békéscsabai Előre Munkás Testedző Egyesület (MTE)
- 1934: Békéscsabai Törekvés Sport Egyesület (TSE) - przyłączenie Békéscsabai Törekvés SE
- 1946: Békéscsabai Előre Munkás Testedző Egyesület (MTE)
- 1948: Békéscsabai Szakszervezetek Sport Egyesülete (SE) - przyłączenie Csabai AK i Békéscsabai Textiles SE
- 1951: Békéscsabai Építők SK
- 1957: Békéscsabai Előre Építők SK
- 1963: Békéscsabai Előre Sport Club (SC)
- 1970: Békéscsabai Előre Spartacus SC - przyłączenie Békéscsabai Spartacus SK
- 1991: Békéscsabai Előre FC
- 1999: Előre FC Békéscsaba
- 2005: Békéscsaba 1912 Előre SE
- 2008: Békéscsaba 1912 Frühwald Előre SE
- 2012: Békéscsaba 1912 Előre SE
- 2015: Békéscsaba 1912 Előre

## Sukcesy
- III miejsce Mistrzostw Węgier (1 raz): 1993/1994
- Puchar Węgier
- Puchar Węgier (1 raz): 1988

## Europejskie puchary
Legenda do wszystkich tabel:
- Q – runda eliminacyjna, 1/16, 1/8, 1/4, 1/2 – odpowiednia faza rozgrywek, Grupa – runda grupowa, 1r gr – pierwsza runda grupowa, 2r gr – druga runda grupowa, F – finał, R – runda, PO – play-off
- k. – rzuty karne, los. – losowanie, Dogr. – dogrywka, w. – zasada bramek strzelonych na wyjeździe

| Sezon   | Rozgrywki                 | Runda   | Klub                    | Dom | Wyjazd | Ogólnie    |
| ------- | ------------------------- | ------- | ----------------------- | --- | ------ | ---------- |
| 1988/89 | Puchar Zdobywców Pucharów | Q       | Bryne FK                | 3–0 | 1–2    | 4–2        |
| 1988/89 | Puchar Zdobywców Pucharów | 1R      | Sakaryaspor             | 1–0 | 0–2    | 1–2        |
| 1994/95 | Puchar UEFA               | Q       | Wardar Skopje           | 1–0 | 1–1    | 2–1        |
| 1994/95 | Puchar UEFA               | 1R      | Tiekstilszczik Kamyszyn | 1–0 | 1–6    | 2–6        |
| 1995    | Puchar Intertoto          | Grupa 4 | União Leiria            | 2–2 |        | 4. miejsce |
| 1995    | Puchar Intertoto          | Grupa 4 | Næstved BK              |     | 3–3    | 4. miejsce |
| 1995    | Puchar Intertoto          | Grupa 4 | Ton Pentre              | 4–0 |        | 4. miejsce |
| 1995    | Puchar Intertoto          | Grupa 4 | Sc Heerenveen           |     | 0–4    | 4. miejsce |

## Reprezentanci kraju grający w klubie
- Zoltán Balog
- János Banfi
- Zsolt Bücs
- László Ivanics
- Attila Kerekes
- András Keresztúri
- Béla Kovács
- Mihály Mracskó
- József Szekeres
- Ferenc Szilvester
- Zoltán Vaczi
- Jegija Jawrujan
- Sorin Vlaicu